# Acrocercops cyma
Acrocercops cyma är en fjärilsart som beskrevs av Bradley 1957. Acrocercops cyma ingår i släktet Acrocercops och familjen styltmalar. Inga underarter finns listade i Catalogue of Life.